# 清流戰鬥
清流戰鬥發生於1933年3月8日，地點則是在中國福建西部。是第一次国共内战前期主要戰鬥之一，交戰一方為中華民國國民革命軍，另一方則為中國共產黨所領導之中國工農紅軍。戰鬥末了，國軍攻佔福建清流一帶。